# Tchébi Keyna
Tchébi Keyna (auch: Tchibi Kaïna) ist ein Weiler in der Landgemeinde Méhana in Niger.

## Geographie
Der Weiler befindet sich rund sieben Kilometer nordwestlich des Hauptorts Méhana der gleichnamigen Landgemeinde, die zum Departement Téra in der Region Tillabéri gehört. Zu den Siedlungen in der näheren Umgebung von Tchébi Keyna zählen Mamassey im Norden, Tchébi Béro im Nordosten sowie Satoni Gourma und Bandabaré im Südosten.
Es herrscht das Klima der Sahelzone vor, mit einer durchschnittlichen jährlichen Niederschlagsmenge zwischen 300 und 400 mm.

## Geschichte
Bei Terrorangriffen im August 2024 wurden in den in der Gemeinde Méhana gelegenen Siedlungen Tchébi Keyna, Amara, Bandabaré, Gangania, Mamassey und Tchébi Béro insgesamt 14 Zivilisten getötet und mehrere weitere verletzt. Die nigrischen Sicherheitskräfte töteten als Reaktion darauf zwei Terroristen und bargen gestohlenes Vieh.

## Bevölkerung
Bei der Volkszählung 2012 hatte Tchébi Keyna 335 Einwohner, die in 41 Haushalten lebten.